# Стеван Остојић
Стеван Остојић (Остојићево, 20. август 1941 — Београд, 15. мај 2022) био је југословенски и српски фудбалер и фудбалски тренер.

## Биографија
Стеван је рођен за време Другог светског рата у Остојићеву, Чоки, 20. августа 1941. године.
Стеванов отац био је машиновођа, који га је за време ратног стања, заједно са мајком, братом и сестром превезао у Суботицу, где је Стеван провео своје детињство.

## Каријера
Фудбалску каријеру започео је 1956. године, када га је брат Иван, који је играо за ФК Спартак Суботица, позвао на тренинг тима, где је наредних неколико година играо.
Након јуниорске каријере у ФК Спартак Суботица, своју каријеру наставио је у ФК Раднички Ниш у којем је играо од 1961–1964 године, где је на 65. утакмица постигао 37. голова, а након тога, заиграо је за ФК Црвена звезда, у генерацији коју је предводио Драган Џајић. Црвена звезда, Партизан и Раднички су у септембру 1964. били кажњени због наводних финансијских малверзација у вези његовог трансфера, и сам Остојић је у једном тренутку добио доживотну суспензију.
У периоду од 17. марта 1966–31. августа 1973. године одиграо је укупно 277 утакмица (од тога 124 првенствене) и постигао 156. голова у дресу ФК Црвена звезда.
У дресу црвено-белих освојио је Првенство Југославије у фудбалу у сезонама 1967/68. и 1968/69., а 1968. и 1971. године Куп Југославије у фудбалу.
Након одласка из ФК Црвена звезда, осам месеци играо је за француски ФК Монако, након којег је каријеру наставио у ФК Фенербахче у периоду од 1971–1973. године, да би каријеру завршио у ФК Сан Хозе ертквејкси у Калифорнији, 1974. године.
Уз две утакмице које је одиграо за младу фудбалску селекцију Југославије (1963—1971), одиграо је још и две утакмице за репрезентацију Југославије, 1. априла 1964. против Бугарске (1:0) у Нишу и 22. септембра 1971. против Мексика (4:0) у Сарајеву. Играо је на позицији нападача.
Од јуна 1975. године посветио се тренерском послу. Радио је као помоћни тренер ФК Црвена звезда уз Бранка Станковића и постигли су велике успехе. У ФК Црвена звезда радио је и као главни тренер, а у сезони 1983/84 био је тренер ФК Спартак Суботица, а једно време водио је екипу ФК Трепча из Косовске Митровице.
Када је Владан Лукић, крајем маја 2009 године изабран за председника Црвене звезде, Стеван је једно време био члан Управног одбора.